# Eric de Pomerania
Eric de Pomerania (n. 1381, Darłowo, Ducatul Pomeraniei – d. 3 mai 1459, Darłowo, Ducatul Pomeraniei) a fost regele Eric (Eirik) al III-lea al Norvegiei (1389–1442), regele Eric al VII-lea al Danemarcei (1396–1439) și regele Eric (Ericus) al Suediei (1396–1439; cunoscut în istorie drept Erik av Pommern). A fost primul rege al Uniunii nordice de la Kalmar care i-a succedat mamei sale adoptive, Margareta I a Danemarcei.

## Origine
Eric a fost fiul lui Wartislaw al VII-lea, Duce de Pomerania și al Mariei de Mecklenburg-Schwerin. Bunicii paterni au fost Boguslaw al V-lea, Duce de Pomerania și cea de-a doua soție, Adelheid de Brunswick-Grubenhagen. Bunicii materni au fost Henric al III-lea, Duce de Mecklenburg și Ingeborg a Danemarcei, Ducesă de Mecklenburg. Henric a fost rivalul lui Olaf Haakonsson în ceea ce a privit succesiunea daneză din 1375. Ingeborg a fost fiica regelui Valdemar al IV-lea al Danemarcei și a reginei Heilwig de Schleswig.

## Pretenția la tron

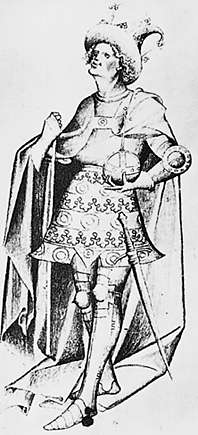
Eric de Pomerania

Eric s-a născut în 1382 la castelul Rügenwalde. Inițial numit Boguslaw, el a fost fiul al singurei nepoate în viață al regelui Valdemar al IV-lea al Danemarcei și, de asemenea, descendent al lui Magnus al III-lea al Suediei și Haakon al V-lea al Norvegiei.
La 2 august 1387, Olav Håkonsson, rege al Danemarcei și al Norvegiei, a murit pe neașteptate la vârsta de aproape 17 ani, pe când Boguslaw avea cinci ani. Mama lui, regina văduvă a Norvegiei, a adăugat propoziția "adevăratul moștenitor al Suediei" la lista titlurilor lui la încoronare. Pretenția lui Boguslaw la tronul Suediei a venit prin intermediul unchiului său Magnus al IV-lea al Suediei care a fost forțat să abdice de către nobilii suedezi. După abdicare, nobilii conduși de Bo Jonsson Grip l-au invitat pe contele Albert de Mecklenburg să preia tronul Suediei. Când Albert a încercat să reducă vastele lor moșii ei s-au întors repede împotriva lui.

Nobilii, inclusiv fostul său susținător Bo Jonsson Grip, cel mai mare proprietar din Suedia care controla o treime din toate teritoriile suedeze și care era cel mai bogat om din țară în afara familiei regale, au conspirat să scape de el. 
Rigsråd (Consiliul danez) a ales-o pe regina Margareta drept "cea mai puternică Doamnă și regentă a regatului Danemarcei". Un an mai târziu, norvegienii au proclamat-o pe Margareta "regină conducătoare". Nobilimea suedeză a apelat la ajutorul regentului danez pentru a-l îndepărta pe Albert de pe tronul suedez. În 1388 mai mulți nobili suedezi i-au scris Margaretei spunându-i că dacă i-ar ajuta să scape de Albert ei ar numi-o regentă.
Margareta nu a pierdut timpul și a trimis o armată în Suedia pentru a-l ataca pe Albert, în timp ce nobilii suedezi au ridicat armata lor pentru a-l alunga din țară. În 1389, forțele lui Albert au fost învinse în bătălia de la Falköping în Västergötland. Albert și fiul lui Erik au fost capturați atunci când caii lor s-au împotmolit în noroi atât de adânc că nu au putut scăpa. Ei au fost puși în lanțuri și trimiși de regina Margareta în Scania, unde Albert a fost închis la castelul Lindholmen. A durat până în 1395 pentru ca Margareta să scoată afară din Stockholm pe susținătorii lui Albert. Ea a făcut dispoziții pentru cele trei regate, în cazul morții sale. Margareta a vrut ca regatele să fie unificate și pașnice și, prin urmare, l-a ales pe fiul nepoatei tatălui ei, Boguslaw, să fie numit moștenitor.
Tânărul Boguslaw era nepotul surorii Margaretei. În 1389 el a fost adus în Danemarca în fața reginei Margareta. Numele lui a fost schimbat în Eric, care suna mult mai nordic. La 8 septembrie 1389 el a fost salutat ca rege al Norvegiei la Ting în Trondheim. E posibil să fi fost încoronat rege al Norvegiei la Oslo în 1392 însă acest lucru e disputat. În 1396 a fost proclamat rege al Danemarcei și apoi al Suediei. La 17 iunie 1397, el a fost încoronat rege al celor trei țări nordice în catedrala de la Kalmar.

În același timp, a fost elaborat un tratat de uniune care va deveni cunoscut drept Uniunea de la Kalmar. Cu toate acestea, regina Margareta a rămas conducătorul de facto a celor trei regate, până la moartea ei în 1412.

## Căsătorie

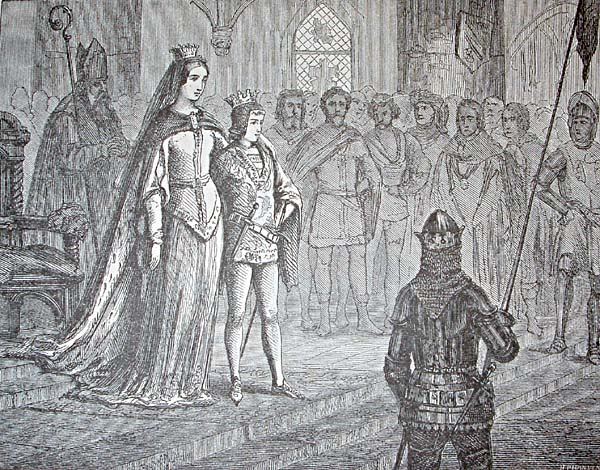
Eric de Pomerania cu Margareta I a Danemarcei la încoronarea lui.

În 1402, regina Margareta a intrat în negocieri cu regele Henric al IV-lea al Angliei, cu privire la posibilitatea unei alianțe între regatul Angliei și Uniunea Nordică. Propunerea a fost pentru o dublă nuntă, prin care Eric se va căsători cu fiica lui Henric, Philippa, și fiul lui Henric, Prințul de Wales și viitorul rege Henric al V-lea, se va căsători cu sora lui Eric, Ecaterina.
Partea engleză a vrut aceste nunți pentru a sigila o alianță ofensivă între regatele nordice și Anglia, care ar fi putut conduce la implicarea Uniunii nordice de partea limbii engleze în Războiul de O Sută de Ani aflat în desfășurare împotriva regatului Franței. Regina Margareta a dus o politică externă consecventă de a nu se încurca în alianțe cu caracter obligatoriu și războaie străine. Ea a respins, prin urmare, propunerile părții engleze.
Nunta dublă nu a avut loc însă nunta lui Eric cu Philippa s-a negociat cu succes. La 26 octombrie 1406, la Lund, Eric s-a căsătorit cu Philippa care avea 13 ani. După moartea Philippei în 1430, ea a fost înlocuită de fosta doamnă de onoare Cecilia.

## Domnie
Din surse contemporane, Eric apare ca un vizionar inteligent, energic și cu un caracter ferm. A fost, de asemenea, un om fermecător și un orator, calități pe care le-a demonstrat în marele turneu european din anii 1420. Ca defecte, se pare că a avut un temperament fierbinte, o lipsă de simț diplomatic, precum și o încăpățânare.

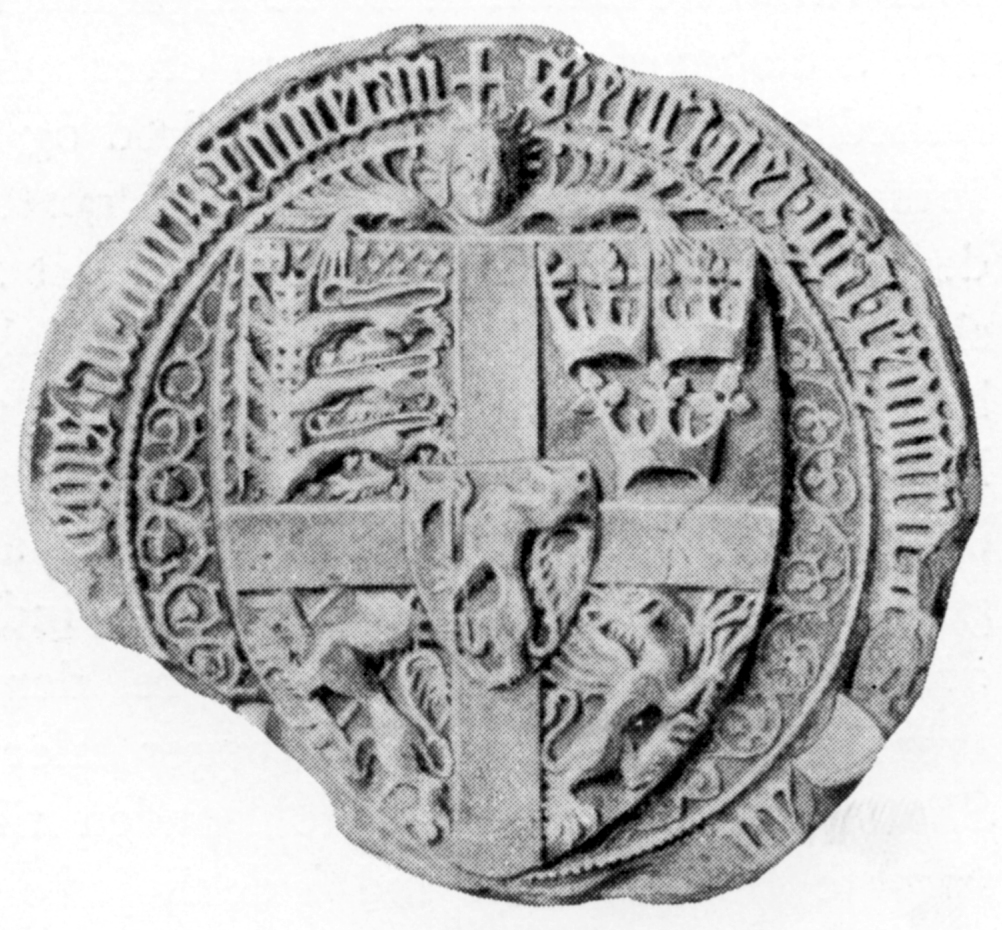
Sigiliul regal al lui Eric de Pomerania

Poate că cea mai importantă acțiune a lui Eric a fost introducerea taxelor pe sunet (Øresundtolden), în 1429, care avea să dureze până în 1857. Prin aceasta el a asigurat un mare venit stabil pentru împărăția lui. Astfel și-a arătat interesul față de comerțul danez și puterea navală. A fost contestat permanent de celelalte puteri baltice, în special în orașele hanseatice față de care el, de asemenea, a luptat. Un alt eveniment important a fost în 1417 când a făcut la Copenhaga o posesiune regală asigurându-i astfel statutul de capitală a Danemarcei.
În 1434, fermierii și minerii din Suedia au început o rebeliune națională și socială, care a fost folosită de nobilimea suedeză în scopul de a slăbi puterea regelui. El a trebuit să cedeze atât la cererile din Holsteiners cât și a Ligii Hanseatice. În Norvegia, o rebeliune condusă de Amund Sigurdsson (1400-1465), s-a răzvrătit împotriva regelui Eric și a oficialilor săi; au asediat Oslo și castelul Akershus. Când nobilimea daneză s-a opus domniei sale și a refuzat să ratifice alegerea sa ca Bogislaw al IX-lea, Duce de Pomerania ca următorul rege al Danemarcei, el a părăsit Danemarca și s-a stabilit la castelul său din Gotland, aparent într-un fel de "grevă regală", care a condus la detronarea acestuia de către consiliile naționale ale Danemarcei și Suediei în 1439.

Nobilimea norvegiană a rămas loială regelui Eric, iar în 1439 el i-a acordat lui Sigurd Jonsson titlul de drottsete, prin care putea să conducă Norvegia în numele regelui Eric. Dar, cu regele izolat în Gotland, nobilimea norvegiană, de asemenea, s-a simțit obligată să-l detroneze în 1440.
Timp de zece ani Eric a trăit la Gotland; în cele din urmă s-a întors în  Pomerania unde a murit în 1459.

## Duce de Pomerania
În 1440, Eric, care a fost detronat în Danemarca și Suedia, a fost succedat de nepotul său, Christopher de Bavaria, care a fost ales pentru scaunul de domnie. După ce a fost detronat ca rege în Suedia și Danemarca, Riksråd norvegian i-a rămas loial, cerându-i să devină doar rege al Norvegiei. El a refuzat oferta. Christopher, succesorul său, a murit în 1448, cu mult înainte de însuși Eric.
Următorul monarh a fost o rudă a lui Eric, Christian I al Danemarcei, care era fiul rivalului lui Eric, contele Theodoric de Oldenburg. Lui Eric i-a predat Gotland în schimbul permisiunii să plece în Pomerania.
Din 1449–59, Eric a succedat ca Bogislaw al IX-lea, Duce de Pomerania și a condus Pomerania-Rügenwalde, o parte mică a ducatului de Pomerania-Stolp, sub numele de Eric I. A murit în 1459 la castelul Darłowo (germană:Rügenwalde).